# Asthenorhina dohrni
Asthenorhina dohrni är en skalbaggsart som beskrevs av Gerstaecker 1882. Asthenorhina dohrni ingår i släktet Asthenorhina och familjen Cetoniidae. Inga underarter finns listade.